# Athena Karkanis
Athena Irena Karkanis (griechisch Αθηνά-Ειρήνη Καρκάνη, * 7. September 1981 in Lethbridge, Alberta) ist eine kanadische Schauspielerin mit griechischen Wurzeln.

## Karriere
Athena Karkanis begann ihre Karriere als Schauspielerin im Jahr 2003 in einer Folge der Serie Chappelle’s Show. Zwei Jahre später folgte ein Gastauftritt in Missing – Verzweifelt gesucht. 2007 war sie in einer Hauptrolle in der Serie The Best Years: Auf eigenen Füßen zu sehen. Zwischen 2008 und 2010 gehörte sie in zwölf Folgen der kanadischen Fernsehserie The Border zur Nebenbesetzung. Auch hatte sie 2009 die Rolle der Agent Lindsey Perez im Horrorfilm Saw VI inne, welche sie bereits 2007 in Saw IV verkörpert hatte. 2011 war sie in einer weiteren Hauptrolle in der Showcase-Serie Almost Heroes zu sehen. Des Weiteren verkörperte sie sieben Folgen lang die Nadia in der Serie Lost Girl neben Anna Silk. 2011 verkörperte sie Rachel in einer Nebenrolle an der Seite von Cuba Gooding, Jr., Christian Slater und Kim Coates im Thriller Sacrifice – Tag der Abrechnung. Von August bis Oktober 2013 war sie in Low Winter Sun zu sehen, einer Krimiserie, die auf AMC ausgestrahlt wurde. Von 2018 bis 2023 spielt sie eine Hauptrolle in der NBC Mystery-Drama Serie Manifest.

## Filmografie (Auswahl)
- 2003: Chappelle’s Show (Fernsehserie, Folge 1x02)
- 2005: Missing – Verzweifelt gesucht (1-800-Missing, Fernsehserie, Folge 2x16)
- 2005: Kojak (Fernsehserie, Folge 1x03)
- 2005: Delilah & Julius (Fernsehserie, 7 Folgen, Stimme)
- 2006–2007: Skyland (Fernsehserie, 26 Folgen, Stimme)
- 2006–2008: Creepie (Growing Up Creepie, Fernsehserie, 9 Folgen, Stimme)
- 2007: The Best Years: Auf eigenen Füßen (The Best Years, Fernsehserie, 13 Folgen)
- 2007: Saw IV
- 2008: The Art of War II: Der Verrat (The Art of War II: Betrayal)
- 2008–2010: The Border (Fernsehserie, 12 Folgen)
- 2009: Guns – Der Preis der Gewalt (Guns – Live by them, die by them, Miniserie, 2 Folgen)
- 2009: Survival of the Dead
- 2009: Saw VI
- 2009: The Dating Guy (Fernsehserie, Folge 1x08)
- 2010: Degrassi: The Next Generation (Fernsehserie, Folge 10x25)
- 2010: Auch Liebe wird erwachsen (Sunday at Tiffany’s)
- 2011: Republic of Doyle – Einsatz für zwei (Republic of Doyle, Fernsehserie, Folge 2x01)
- 2011: XIII – Die Verschwörung (XIII: The Series, Fernsehserie, Folge 1x06)
- 2011: Covert Affairs (Fernsehserie, Folge 2x03)
- 2011: Sacrifice – Tag der Abrechnung (Sacrifice)
- 2011: Almost Heroes (Fernsehserie, 8 Folgen)
- 2011–2012: Total Drama Island (Fernsehserie, 7 Folgen)
- 2011–2012: RedaKai (Fernsehserie, 15 Folgen, Stimme)
- 2011–2012: Lost Girl (Fernsehserie, 7 Folgen)
- 2011–2018: Go Wild! Mission Wildnis (Wild Kratts, Fernsehserie, 86 Folgen, Stimme)
- 2012: Secrets of Eden
- 2012: Diablo III (Videospiel)
- 2012: The Firm (Fernsehserie, Folge 1x20)
- 2012: Supernatural (Fernsehserie, Folge 8x05)
- 2012: Transporter: Die Serie (Transporter: The Series, Fernsehserie, 2 Folgen)
- 2012, 2015: Murdoch Mysteries (Fernsehserie, 2 Folgen)
- 2013: The Listener – Hellhörig (The Listener, Fernsehserie, Folge 4x06)
- 2013: Low Winter Sun (Fernsehserie, 10 Folgen)
- 2013–2014: Julius Jr. (Fernsehserie, 51 Folgen, Stimme)
- 2014: Remedy (Fernsehserie, Folge 1x05)
- 2014: The Lottery (Fernsehserie, 10 Folgen)
- 2015: Young Drunk Punk (Fernsehserie, Folge 1x04)
- 2017: Wild Kratts Alaska – Hero’s Journey (Stimme)
- 2015: The Expanse (Fernsehserie, 7 Folgen)
- 2016: Spark (Stimme)
- 2017: Mysticons (Fernsehserie, 4 Folgen, Stimme)
- 2017: Suits (Fernsehserie, 2 Folgen)
- 2017: Zoo (Fernsehserie, 12 Folgen)
- 2017: Ransom (Fernsehserie, Folge 1x03)
- 2018: House of Cards (Fernsehserie, 5 Folgen)
- 2018–2023: Manifest (Fernsehserie, 44 Folgen)
- 2019: Break In Break Out (Kurzfilm)
- 2019: Corn & Peg (Fernsehserie, Folge 1x18, Stimme)
- 2024: She Came Back
- 2025: The Handmaid’s Tale – Der Report der Magd (The Handmaid’s Tale, Fernsehserie, 2 Folgen)